# Taghave
En taghave (eller et grønt tag) er en have på taget af en bygning. Med en taghave udnytter man tagarealet og skaber samtidig et grønt miljø i byen. Taghaver anvendes derfor meget i moderne arkitektur. Taghaver og grønne tage giver mulighed for at skabe grønne miljøer i bylivet, enten som taghaver med regulære beplantninger og græsplæner, eller som et grønt tag alene, hvor der fortrinsvis dyrkes stenurter eller græs. Har tagfladen en tilstrækkelig bæreevne, et passende dræn og en vis jorddybde til rådighed, kan både stauder, buske og træer plantes i en taghave.
Taghaver kan afhængigt af deres konstruktion optage store mængder regnvand, og kan dermed være med til at aflaste kloaksystemet, når der kommer kraftige regnskyl.

## Større taghaver i Danmark
- Radiohusets to taghaver på Rosenørns Allé, Frederiksberg), (opført 1938), anlagt af landskabsarkitekterne G.N. Brandt og Aksel Andersen i henholdsvis 2. og 3. sals højde.[3]
- Danmarks Nationalbanks taghaver, tegnet af arkitekt Arne Jacobsen. Den 5.000 m2 store tagflade, der kan ses fra de fire kontoretager, rummer store plantekasser med krybende vækster og højere beplantning.[4]
- Rigsarkivets taghave ved Kalvebod Brygge er en ca. 7.200 m2 stor offentligt tilgængelig taghave.[5]
- Amager Bakke er et forbrændingsanlæg med grønt tag ("CopenHill rooftop park") tegnet af arkitektgruppen Bjarke Ingels Group (BIG). Det grønne tag skråner og anvendes også til skisport. Anlægget modtog i 2019 "The Scandinavian Green Roof Award".[6][2]
- 8-tallet er et stort lejlighedskompleks i Ørestaden med to skrånende taghaver, der er tegnet af Bjarke Ingels Group (BIG). Anlægget modtog prisen "The Scandinavian Green Roof Award" i 2012.[7][2]
- ØsterGRO er en byhave på 600 m2 oprettet i 2014 på taget en gammel bilforhandlerbygning på Østerbro. Her dyrkes økologiske grøntsager og haven fungerer således som et lokalt bylandbrug, en såkaldt "tagfarm".[8][2]
- Egedal Rådhus og Egedal Sundhedscenter i Ølstykke har taghaver, der er designet af SLA Landskabsarkitekter og plantet af Malmøs Anlægsgartnere A/S. De modtog "The Scandinavian Green Roof Award" i 2016.[9]

## Historie
Babylons hængende haver regnes for at have været taghaver, der var placeret på store terrasser i flere etager båret af søjler. Der findes dog ikke arkæologiske beviser for tagenes eksistens, kun skriftlige overleveringer fra klassiske forfattere som Berossos og Quintus Curtius Rufus. Ifølge Berossos var det Nebukadnesar 2. (604 - 562 f. Kr.), der havde bygget haverne, medens det ifølge Quintus Curtius Rufus var en assyrisk konge, der byggede dem efter at have erobret Babylon. Dog var de enige om at haverne lå i Babylon nær kongepaladset. I dag mener man at haverne i stedet for at have befundet sig i Babylon kan have ligget i Nineveh, også kaldet det "gamle Babylon", hvor de omkring 600 f.Kr. fungerede som slotshaver for den assyriske konge Sankerib (704 - 681 f. Kr.)., men det udelukker ikke at der kan have være taghaver på paladserne i begge byer.
Grønne tage blev populære i 1960ernes Tyskland og startede en bølge af grønne tage over hele verden inklusive Kina. I 2019 blev det anslået at der var 120.000.000 m2 grønne tage i Tyskland.
Et af verdens største grønne tage er den 42.000 m2 store taghave, der ligger oven på Ford Motor Companys bilfabrik i Dearborn, Michigan, USA. Den blev designet af William McDonough i 1999 og er fortrinsvis beplantet med arter af stenurt (Sedum sp.)
I perioden fra 2003 til 2013 voksede antallet af grønne tage i USA fra 50 til over 1.000. I USA startede også en bølge af såkaldte "tagfarme", hvor tage fungerer som bylandbrug. Brooklyn Grange etablerede fra 2010 to tagfarme på toppen af en gammel flådebygning i Brooklyn, hvoraf den ene er på 4000 m2.